# Brent (Alabama)
Brent ist eine US-amerikanische Stadt im Bibb County in Alabama. Bei der Volkszählung 2020 hatte Brent 2.972 Einwohner.

## Geographie
Brent liegt im Zentrum Alabamas im Süden der Vereinigten Staaten.
Nahegelegene Orte sind unter anderem Centreville (unmittelbar östlich angrenzend), West Blocton (14 km nördlich), Vance (18 km nördlich), Montevallo (27 km nordöstlich) und Coaling (27 km nordwestlich). Die nächste größere Stadt ist mit 212.000 Einwohnern das etwa 53 Kilometer nordöstlich entfernt gelegene Birmingham.

## Geschichte
Die Stadt wurde nahe einer Trasse der Mobile and Ohio Railroad gegründet. Sie wurde vom Ingenieur Brent Armstrong entworfen. Bereits 1903 erhielt die Stadt ihre eigene Bahnstation und hatte zu diesem Zeitpunkt ein Sägewerk.
1973 wurde die Stadt von einem Tornado zu 90 % zerstört, fünf Bewohner starben. 2011 forderte ein schweres Unwetter erneut ein Todesopfer.

## Verkehr
Der Norden der Stadt wird auf gemeinsamer Trasse vom U.S. Highway 82 und der Alabama State Route 6 durchquert, beide stellen etwa 40 Kilometer nordwestlich einen Anschluss an den Interstate 20 und Interstate 59 her. Im Südosten besteht Anschluss an den Interstate 65.
Etwa 42 Kilometer nordöstlich befindet sich der Bessemer Airport, 48 Kilometer nordwestlich der Tuscaloosa Regional Airport und 73 Kilometer nordöstlich der Birmingham-Shuttlesworth International Airport.

## Demographie
Brent hatte bei der Volkszählung 2000 4024 Einwohner, 1150 Haushalte und 779 Familien. 48,93 % der Einwohner waren Weiße, 50,02 % Afro-Amerikaner. 21,1 % der Bevölkerung waren unter 18 Jahre alt, 9,2 % waren älter als 65 Jahre. Das Durchschnittsalter betrug 34 Jahre. Das Durchschnittseinkommen betrug 11.044 US-Dollar. 41,6 % der Bevölkerung lebte unter der Armutsgrenze.
Bis zur Volkszählung 2010 stieg die Einwohnerzahl auf 4947.